# Sarampang
Der Sarampang, auch Serampang, Serepang,  Srepang oder Toembak Serampang, ist ein Speer und ein Werkzeug aus Indonesien.

## Beschreibung
Der Sarampang hat einen geraden Schaft und einen zwei- bis vierzinkigen Klingenkopf. Die Zinken sind rund und mit pyramidenförmigen, scharfen Spitzen versehen. Der Schaft besteht aus Bambus. Der Waffenkopf ist nicht fest mit dem Schaft verbunden. Er ist mit einem langen, dünnen Seil am Schaft befestigt. Wenn man zum Beispiel einen Fisch fängt löst sich der Klingenkopf vom Schaft. Da er mit dem Seil am Schaft befestigt bleibt kann man den Klingenkopf samt der Beute leicht einholen und die Beute kann nicht entkommen. Der Sarampang wird als Waffe und als Werkzeug in Indonesien benutzt.